# Омский троллейбус
Омский троллейбус — старейшая троллейбусная система зауральской части России, действующая с 5 ноября 1955 года.
В настоящее время Омск имеет троллейбусную сеть протяжённостью 170 км (в однопутном исчислении), в пределах которой работают 8 маршрутов. Троллейбус работает с 6:00 до 21:00, а магистральные маршруты до 23:00. В 2020–2023 годах Омск получил троллейбусы «Адмирал» в количестве 111 единицы. Часть из них была куплена по национальному проекту «Безопасные и качественные автомобильные дороги». Троллейбусная сеть в Омске будет расширяться, будет построено три новых маршрута, соединяющих новостройки левого берега с правым.

## История
Вопрос об организации в Омске троллейбусного движения был впервые поставлен в 1953 году. В следующем году общие намерения превратились в конкретные планы, после того как 24 мая Совет Министров СССР утвердил технический проект создания в Омске троллейбусной системы. Проект был разработан «Гипрокоммундортрансом».
Троллейбусное движение открылось 5 ноября 1955 года. Первый маршрут соединил Управление Омской железной дороги и Городок водников. Его протяжённость составляла 6,3 км.
1956 — Введена в эксплуатацию линия от городка Водников по улице Красный Путь до медицинского института в городке Нефтяников. Закончено строительство депо в городке Водников, которое первоначально было рассчитано на 25 машиномест. До этого времени троллейбусы обслуживались и хранились под открытым небом.
1957 — Открылась линия от Управления Омской железной дороги до 3-й Транспортной ул.
1959 — Введена в эксплуатацию линия от Управления Омской железной дороги по ул. Карла Маркса до железнодорожного вокзала. Открыт маршрут № 2 «Вокзал — Кинотеатр имени Маяковского».
1960 — Линия в городке Нефтяников была продлена по проспекту Мира от медицинского института до пересечения с улицей Серафимовича (ныне Нефтезаводская).
1961 — Введена в эксплуатацию линия от Управления Омской железной дороги по ул. Карла Маркса, ул. Гагарина, Интернациональной ул. до кинотеатра имени Маяковского. Изменена трасса маршрута № 2 «Вокзал — Кинотеатр имени Маяковского».
1963 — Открыт маршрут № 3 «Вокзал — 3-я Транспортная ул.».
1964 — Открыт маршрут № 4 «Вокзал — Городок Нефтяников».
1965 — Введена в эксплуатацию линия в городке Нефтяников по улице Нефтезаводской до улицы Энтузиастов. Число троллейбусов в городе составило 125 единиц. В город поступили первые троллейбусы ЗиУ-5, которыми стали заменять имеющиеся машины МТБ-82Д.
1966 — Введена в эксплуатацию линия по улицам Магистральная и Химиков в городке Нефтяников (демонтирована в начале 1970-х годов). Открыт маршрут № 5 «Магистральная улица — Кинотеатр имени Маяковского». Осуществлён переход на бескондукторное обслуживание.
1967 — Введена в эксплуатацию линия от 3-й Транспортной ул. до посёлка Чкаловский протяжённостью 11 км. Открыт маршрут № 6 «Посёлок Чкаловский — Кинотеатр имени Маяковского» и продлён № 3 «Вокзал — 3-я Транспортная улица» до посёлка Чкаловский.
1969 — Выведены из эксплуатации на маршрутах Омска последние троллейбусы модели МТБ-82Д.
1970 — Введена в эксплуатацию линия по улице 10 лет Октября до радиозавода имени Попова и ретрассирован маршрут № 2, — проложен по трассе «Радиозавод имени Попова — Улица Энтузиастов», а также продлена трасса маршрута № 4 «Вокзал — Улица Энтузиастов» в городке Нефтяников по Нефтезаводской ул. до Нефтекомбината.
1974 — В Омск стали поступать троллейбусы ЗиУ-9, призванные заменить широко использовавшиеся ЗиУ-5.
1977 — Введена в эксплуатацию линия по проспекту Мира от Нефтезаводской до посёлка Юбилейный. Открыт маршрут № 5 «Посёлок Юбилейный — Площадь Ленина».
1978 — В миллионном Омске действовало всего 6 троллейбусных маршрутов:
- № 1. Улица Энтузиастов — 3-я Транспортная ул.
- № 2. Улица Энтузиастов — Радиозавод имени Попова.
- № 3. Вокзал — Посёлок Чкаловский.
- № 4. Вокзал — Нефтекомбинат.
- № 5. Посёлок Юбилейный — Площадь Ленина.
- № 6. Посёлок Чкаловский — Кинотеатр имени Маяковского.

1979 — Введена в эксплуатацию линия от Ленинградской площади через Ленинградский мост до новых жилых микрорайонов на левобережье Иртыша протяжённостью 18 км. Открыт маршрут № 7 «Вокзал — Левобережье».
1981 — Открыт троллейбусный маршрут № 8 «3-я Транспортная ул. — пос. Чкаловский». Осуществлён переход на бескассовое обслуживание. Вместо касс в салонах троллейбусов были установлены компостеры.
1983 — Выведены из эксплуатации на городских маршрутах последние троллейбусы модели ЗиУ-5. На левобережье открылось троллейбусное депо № 2 на 100 машиномест, что дало возможность значительно увеличить количество троллейбусов на улицах областного центра и открыть новые маршруты. Маршрут № 5 «Посёлок Юбилейный — Площадь Ленина» продлён до ПО «Полёт».
1984 — Введён в эксплуатацию путепровод в створе улицы Лизы Чайкиной и Космического проспекта. Открыты маршруты № 9 «Вокзал — Улица 3-я Транспортная» и № 10 «Левобережье — Шинный завод». Проведена перенумерация инвентарного подвижного состава. Так, за троллейбусами, приписанными к депо № 1 были закреплены номера 1-199, а троллейбусы депо № 2 получили номера 200—399.
1985 — Введена в эксплуатацию 1-я очередь линии по мосту имени 60-летия ВЛКСМ и открыт маршрут № 11 «Левобережье — Телецентр — Кинотеатр имени Маяковского — Ленинградский мост — Левобережье».
На маршрут № 4 «Вокзал — Нефтекомбинат» вышел первый в Омске троллейбусный поезд № 277—280 (депо № 2). Несколько позднее на маршрутах № 3, 8, 15 стали работать троллейбусы ЗиУ-9, соединенные по системе Владимира Веклича в поезда. Всего в городе эксплуатировалось 10 таких поездов.
1986 — Введена в эксплуатацию 2-я очередь линии по мосту имени 60-летия ВЛКСМ и начали действовать маршруты № 12 «Левобережье — Кинотеатр имени Маяковского» и № 13 «Левобережье — Нефтекомбинат».
1987 — Ретрассирован маршрут № 12 (теперь «Вокзал — Радиозавод имени Попова») и открыт № 14 («Левобережье — Радиозавод имени Попова»).
1988 — Введена в эксплуатацию линия по улице Кирова и Сибирскому проспекту до улицы Гашека. Открыты маршруты № 8 «Кинотеатр имени Маяковского — Улица Гашека», № 15 «Улица Гашека — Посёлок Чкаловский» и № 16 «Левобережье — Посёлок Юбилейный».
Троллейбусная сеть Омска насчитывала 16 маршрутов:
- № 1. Улица Энтузиастов — ПО «Полёт».
- № 2. Улица Энтузиастов — Радиозавод имени Попова.
- № 3. Вокзал — Посёлок Чкаловский.
- № 4. Вокзал — Нефтекомбинат.
- № 5. Посёлок Юбилейный — ПО «Полёт».
- № 6. Кинотеатр имени Маяковского — Посёлок Чкаловский.
- № 7. Вокзал — Левобережье.
- № 8. Кинотеатр имени Маяковского — Улица Гашека.
- № 9. Вокзал — Улица Гашека.
- № 10. Левобережье — Шинный завод.
- № 11. Левобережье — Телецентр — Кинотеатр имени Маяковского — Ленинградский мост — Левобережье.
- № 12. Вокзал — Радиозавод имени Попова.
- № 13. Левобережье — Нефтекомбинат.
- № 14. Левобережье — Радиозавод имени Попова.
- № 15. Улица Гашека — Посёлок Чкаловский.
- № 16. Левобережье — Посёлок Юбилейный.

В городе уже тогда действовали 2 троллейбусных депо, имелись 274 троллейбуса.
1989 — Открыт маршрут № 17 «Левобережье — Телецентр — Кинотеатр имени Маяковского — железнодорожный вокзал — Ленинградский мост — Левобережье», который носил экспериментальный характер и обслуживался 2 машинами. Этот маршрут просуществовал всего несколько месяцев.
1992 — Закрыты маршруты № 11 «Левобережье — Телецентр — Кинотеатр имени Маяковского — Ленинградский мост — Левобережье» и № 16 «Левобережье — Посёлок Юбилейный». Демонтирована контактная сеть по улице 3-й Транспортной. Маршрут № 5 переведён на работу по укороченной схеме «Посёлок Юбилейный — Площадь Ленина». Маршрут № 10 переведён на работу по изменённой схеме «Левобережье — Посёлок Чкаловский».
1995 — Введена в эксплуатацию линия на Левобережье по улице Дианова до посёлка Солнечный протяжённостью 10 км. Маршруты № 13 «Левобережье — Нефтекомбинат» и № 14 «Левобережье — Радиозавод имени Попова» продлены до посёлка Солнечный. В город поступили 2 сочленённых троллейбуса ЗиУ-683, они были закреплены за маршрутом № 4 «Вокзал — Нефтекомбинат». Больше сочленённых троллейбусов город не закупал. Вскоре с улиц города были убраны троллейбусные поезда на базе ЗиУ-682. Маршрут № 1 «Улица Энтузиастов — ПО „Полёт“» был продлён до Улицы Гашека, в связи с этим отменён маршрут № 8 «Кинотеатр имени Маяковского — Улица Гашека». Произошёл отказ от бескассовой системы обслуживания пассажиров. В салоны троллейбусов вновь вернулись кондукторы.
1996 — В Омск поступили первые троллейбусы АКСМ-101 производства завода «Белкоммунмаш». Эти машины имели бело-розовую окраску и получили инвентарные номера с 3-го по 13-й и с 234-го по 246-й.
1997 — Ретрассирован (фактически вновь открыт) маршрут № 9, следующий теперь по трассе «Посёлок Солнечный — Улица Гашека».
1998 — Открыты маршрут № 6 «Вокзал — Посёлок Юбилейный» и вновь открыт № 16 (теперь «Посёлок Солнечный — Радиозавод имени Попова» (через Ленинградский мост) — задуман как дополнение к маршруту № 14). Отменён маршрут № 5 «Площадь Ленина — Поселок Юбилейный».
2001 — Отменён маршрут № 1 «Улица Энтузиастов — Улица Гашека», взамен введён восстановленный маршрут № 8 по новой трассе «пос. Юбилейный — Улица Гашека».
2005 — Отменён маршрут № 13 («пос. Солнечный — ОНПЗ»), заменён продлённым автобусным маршрутом 67.
2005 — В Омск поступило 20 троллейбусов МТРЗ-5279 производства Московского троллейбусного завода, а также модели ТролЗа-682Г-016, выпускаемые ОАО «Тролза» (г. Энгельс). От хорошо знакомых ЗиУ-682Г они имеют следующие внешние отличия: полностью изменённая передняя оптика, панорамное лобовое стекло вместо прежнего раздельного, стекла салона имеют объёмную тонировку, изменённая панель приборов водителя, конструкция и планировка пассажирских сидений, двери салона поворотного-лавирующего типа (вместо прежних ширмовых).
2005 — В связи с реконструкцией пр. Комарова со строительством второй проезжей части закрыто движение от ул. Перелёта до дублёра ул. Лукашевича, убрана линия по дублёру Лукашевича. Открыто двустороннее движение по ул. Перелёта от просп. Комарова до ул. Ватутина, куда было перенесено всё маршрутное движение. Линия по пр. Комарова развёрнута для движения от Лукашевича к Перелёта, но в маршрутном движении этот участок больше не используется.
2006 — Отменён маршрут № 10 «Левобережье — Посёлок Чкаловский».
2007 — В связи со строительством подземного перехода у арены «Омск», временно закрывается движение по Лукашевича. Временно отменён маршрут № 14 «Посёлок Солнечный — Радиозавод имени Попова» и изменён маршрут № 11 «Улица Гашека — Левобережье» на «Улица Гашека — ж.-д. Вокзал». Позже на время реконструкции было прекращено движение по Красному пути, временно закрыты маршруты 2, 4 и 6 и 8. После окончания работ на Лукашевича для освободившихся машин организовано движение троллейбусов по автобусному маршрут № 67 «Посёлок Солнечный — Нефтекомбинат», полностью копирующий закрытый ранее маршрут № 13.
После окончания всех работ решено не восстанавливать маршруты № 6, 14 и 11: первые два закрыты, а 11 сохранён по схеме до ж.-д. вокзала. Маршрут № 67 включён в постоянную схему как автобусно-троллейбусный (с 2011 года — полностью троллейбусный).
2007 — Принят новый генеральный план развития Омска, в котором предусмотрено строительство новых троллейбусных линий в ряде районов Омска — это микрорайон «Радуга», микрорайон 40 лет Октября, новые линии на Левобережье, по набережным Иртыша и т. д.
2008 — Отменён маршрут № 9 «Улица Гашека — Посёлок Солнечный».
2009 — Поступило 10 троллейбусов ЛиАЗ-52803 производства Ликинского автобусного завода. Общее количество машин сократилось до 217.
2011 — Начата программа модернизации троллейбусов модели АКСМ-101 с заменой элементов кузова, элементов салона, а также с заменой тягового электродвигателя на асинхронный с частотно-регулируемым приводом. Маршрут № 67 перестал обслуживаться автобусами, став полностью троллейбусным. С октября 2011 года по июль 2012 года на 13 троллейбусах этого маршрута в порядке эксперимента был возможен доступ в Интернет по беспроводной технологии WiFi. Именно этот маршрут был выбран потому, что на его протяжении находится несколько вузов города.
2013 — троллейбусное депо № 2 на Левобережье прекращает существование как отдельный хозяйствующий субъект и становится структурным подразделением депо № 1. Проведена модернизация ещё двух троллейбусов АКСМ-101.
2014 — в феврале в город поступила партия новых троллейбусов Тролза-5275.03 «Оптима» в количестве из 10 ед. Все 10 машин работают на маршруте № 4. Кроме того, на этот маршрут были переведены ЛиАЗ-52803, таким образом на 4 маршруте теперь работают только новые троллейбусы. В апреле закрыт маршрут № 11 Московка-2 — Железнодорожный вокзал. Летом, на время дачного сезона, на выходные маршрут № 7 был продлён до пос. Солнечный, но в 2015 году этого не произошло.
2015 — в сентябре маршрут № 7 продлён до пос. Солнечный; в ноябре прекращено движение по маршруту № 8 из-за нехватки подвижного состава.
2017 — построен разворот возле остановки ДК им. Малунцева на проспекте Мира. Запущен и позже закрыт укороченный маршрут № 8 ДК им. Малунцева — пос. Юбилейный. Окончательно выведена из эксплуатации территория троллейбусного депо № 2. В пос. Солнечный на разворотной площадке организован пункт выпуска подвижного состава. Там стоят троллейбусы 7-го, 16-го и частично 67-го маршрутов. Часть троллейбусов 67-го маршрута выпускается с территории Первомайского депо.
2018 — выпуск 67-го маршрута полностью осуществляется с пос. Солнечный.
2020 — после одобрения заявки на участие в федеральном проекте «Безопасные и качественные дороги» на приобретение были поставлены 33 машины ПКТС-6281. Они начали работать на маршрутах 3 и 4. Кроме того, одобрена заявка на участие в том же проекте на 2021 год на приобретение ещё 29 новых троллейбусов, которые будут работать на маршрутах 15 и 67.
2021 — осуществлена поставка 29 машин ПКТС-6281, которые начали работать на маршрутах 15 и 67. Прекращена эксплуатация всех разновидностей ЗиУ-682Г, выпущенных в 1991—1999 годах.
2021 — правительством РФ одобрена заявка Омской области на получение инфраструктурного кредита на сумму 3,9 млрд рублей для строительства новых троллейбусных линий для обслуживания планируемых к постройке микрорайонов. Планируется строительство новых троллейбусных линий по улицам Дергачёва, Перелёта, Крупской, б. Архитекторов, строительство трёх тяговых подстанций, реконструкция ранее закрытого депо по адресу Ватутина, 23 (сейчас в этом здании располагается база дорожного хозяйства), приобретение 49 новых машин, открытие трёх новых маршрутов № 5, 7М и 10. Реализация планируется на 2022—2024 годы.
2023 — в связи с реконструкцией Ленинградского моста и бульвара Архитекторов закрыто движение троллейбусов на участке Ленинградский мост - Ватутина - Солнечный. Маршруты 7 и 16 ретрассированы через мост имени 60-летия ВЛКСМ. Работы по реконструкции Ленинградского моста закончились в июне 2024.
2023 — в части машин начали использоваться валидаторы и бескондукторная система оплаты проезда.
2024 — 30 ноября открыт проезд по бульвару Архитекторов, восстановлено движение на участке Ленинградский мост — Ватутина. Маршрут 7 возвращён на основную схему ЖД Вокзал — Солнечный; маршрут 16 вернулся с изменениями: вместо улиц Ватутина и Перелёта предусмотрен проезд по Комарова и Лукашевича в обе стороны. В этот же день в связи с началом капитального ремонта моста им. 60-летия ВЛКСМ демонтирована контактная сеть. Временно отменён маршрут № 67 (снова запущен автобус с аналогичным номером). Временно открыт маршрут № 8 по схеме пос. Ермак (ОНПЗ) — ул. Гашека. Его трасса копирует ранее закрытый маршрут № 1.
2025 — завершена реконструкция бульвара Архитекторов, полностью завершено строительство предусмотренных троллейбусных линий по улицам Дергачёа, Перелёта, Крупской и бульвару Архитекторов. Начато движение по маршруту 7М ЖД Вокзал — мкр. Зелёная река. Маршруты 5 и 10 не запущены в связи с закрытием движения троллейбусов по мосту 60-летия ВЛКСМ в связи с капитальным ремонтом.

## Маршрутная сеть
В Омске действуют 8 маршрутов (5 из них магистральные с продлённым графиком работы):
| Троллейбусные маршруты в Омске | Троллейбусные маршруты в Омске | Троллейбусные маршруты в Омске | Троллейбусные маршруты в Омске | Троллейбусные маршруты в Омске                                                                                   |
| № марш.                        | Конечный остановочный пункт 1  | Трасса | Конечный остановочный пункт 2  | Примечание |
| ------------------------------ | ------------------------------ | --- | ------------------------------ | --- |
| 2                              | з-д им. Попова                 | ул. 10 лет Октября — ул. Думская — Комсомольский мост — ул. Гагарина — ул. Интернациональная — ул. Красный путь — пр. Мира — ул. Нефтезаводская | пос. Ермак                     | |
| 3                              | пос. Чкаловский                | пр. Космический — ул. Л. Чайкиной — ул. Б. Хмельницкого — ул. Маяковского — пр. К. Маркса | Ж/д вокзал                     | Магистральный. Подвижной состав ПКТС-6281                                                                        |
| 4                              | Ж/д вокзал                     | пр. К. Маркса — Комсомольский мост — ул. Гагарина — ул. Интернациональная — ул. Красный Путь — пр. Мира — ул. Нефтезаводская | ОНПЗ                           | Магистральный. Подвижной состав ПКТС-6281; в дневное время до пос. Ермак                                         |
| 7М                             | Ж/д вокзал                     | пр. К. Маркса — Ленинградская пл. — Ленинградский мост — пр. Ленинградский — ул. Енисейская — ул. 70 лет Октября — б. Архитекторов — ул. Крупской — ул. Перелёта — ул. Ватутина — ул. Лукашевича — ул. Волгоградская — ул. Дергачёва                                                            | мкр. Зелёная река              | Магистральный. Подвижной состав ПКТС-6281                                                                        |
| 8                              | пос. Ермак                     | ул. Нефтезаводская — пр. Мира — ул. Красный путь — ул. Ленина — ул. Маяковского (обратно ул. Маяковского — пр. К. Маркса — Комсомольский мост — ул. Гагарина — ул. Интернациональная — ул. Красный путь) — ул. Б. Хмельницкого — ул. Кирова — ул. Новокирпичная — пр. Сибирский — ул. Я. Гашека | ул. Гашека                     | Введён на время закрытия маршрута № 67, утром и вечером организованы рейсы до ОНПЗ. Копия закрытого маршрута № 1 |
| 12                             | Ж/д вокзал                     | пр. К. Маркса — ул. Думская — ул. 10 лет Октября | з-д им. Попова                 | Часть машин на данном маршруте оснащена валидаторами                                                             |
| 15                             | ул. Гашека                     | ул. Я. Гашека — пр. Сибирский — ул. Новокирпичная — ул. Кирова — ул. Б. Хмельницкого — ул. Л. Чайкиной — пр. Космический | пос. Чкаловский                | Магистральный. Подвижной состав ПКТС-6281                                                                        |
| 16                             | пос. Солнечный                 | ул. 2-я Солнечная — ул. Дианова — ул. Лукашевича — пр. Комарова — ул. 70 лет Октября — ул. Енисейская — пр. Ленинградский — Ленинградский мост — Ленинградская пл. — пр. К. Маркса — ул. Думская — ул. 10 лет Октября                                                                           | з-д им. Попова                 | Магистральный (с 30.11.2024 года). Подвижной состав ПКТС-6281.                                                   |

Маршруты 2, 7М, 8, 12 работают ежедневно, с 6 до 21 часа. Маршруты 3, 4, 15, 16 являются магистральными и работают ежедневно до 23 часов с новым подвижным составом ПКТС-6281 в рамках программы «Безопасные и качественные дороги»

## Временно закрытые и планируемые к открытию маршруты
В 2024 году в связи с началом работ по капитальному ремонту моста имени 60-летия ВЛКСМ была временно демонтирована контактная сеть. В связи с чем был временно отменён проходящий по нему маршрут 67.
| Временно отменённые троллейбусные маршруты в Омске | Временно отменённые троллейбусные маршруты в Омске | Временно отменённые троллейбусные маршруты в Омске                                                                    | Временно отменённые троллейбусные маршруты в Омске | Временно отменённые троллейбусные маршруты в Омске                                                                   |
| № марш.                                            | Конечный остановочный пункт 1                      | Трасса | Конечный остановочный пункт 2                      | Примечание |
| -------------------------------------------------- | -------------------------------------------------- | --- | -------------------------------------------------- | --- |
| 67                                                 | пос. Солнечный                                     | ул. 2-я Солнечная — ул. Дианова — ул. Лукашевича — мост им. 60 лет ВЛКСМ — пр. Мира — ул. Нефтезаводская — пос. Ермак | ОНПЗ                                               | Копия троллейбусного маршрута № 13 и автобусного № 67. Закрыт на время капитального ремонта моста им. 60-летия ВЛКСМ |

В 2021 году Омская область получила инфраструктурный кредит на развитие троллейбусной сети, реализация которого запланирована на 2022—2023 годы. После реализации программы планируется запустить 3 новых маршрута. Маршруты внесены в реестр муниципальных маршрутов регулярных перевозок в границах города Омска.
По состоянию на 2025 год все новые линии построены и готовы к работе, но два из трёх запланированных маршрутов не были в запущены в связи с тем, что их трасса должна проходить по мосту 60-летия ВЛКСМ, движение троллейбусов по которому закрыто на время проведения капитального ремонта.
Курсивом обозначены улицы и конечные остановки, построенные по проекту.
| Планируемые к открытию троллейбусные маршруты в Омске | Планируемые к открытию троллейбусные маршруты в Омске | Планируемые к открытию троллейбусные маршруты в Омске | Планируемые к открытию троллейбусные маршруты в Омске | Планируемые к открытию троллейбусные маршруты в Омске                        |
| № марш.                                               | Конечный остановочный пункт 1                         | Трасса | Конечный остановочный пункт 2                         | Примечание                                                                   |
| ----------------------------------------------------- | ----------------------------------------------------- | --- | ----------------------------------------------------- | ---------------------------------------------------------------------------- |
| 5                                                     | СТЦ «Мега»                                            | бул. Архитекторов — ул. Крупской — ул. Перелёта — пр. Комарова — ул. Лукашевича — мост им. 60 лет ВЛКСМ — пр. Мира | пос. Юбилейный                                        | Трасса проходит через закрытый на капитальный ремонт мост им. 60-летия ВЛКСМ |
| 10                                                    | СТЦ «Мега»                                            | бул. Архитекторов — ул. Крупской — ул. Лукашевича (обратно: ул. Лукашевича — пр. Комарова — ул. Перелёта — ул. Крупской) — мост им. 60 лет ВЛКСМ — ул. Красный путь — ул. Интернациональная — ул. Гагарина — Комсомольский мост — ул. Думская — ул. 10 лет Октября | з-д им. Попова                                        | Трасса проходит через закрытый на капитальный ремонт мост им. 60-летия ВЛКСМ |

## Закрытые и отменённые маршруты
1. пос. Ермак — Шинный завод
1. пос. Ермак — ПО «Полёт»
1. пос. Ермак — ул. Гашека (закрыт в 2001 году, повторно введён как № 8 в 2024 году на время ремонта моста им. 60 лет ВЛКСМ)
5. пос. Юбилейный — Шинный завод
5. пос. Юбилейный — пл. Ленина
6. пос. Юбилейный — пос. Чкаловский (закрыт в 2007 году)
7. Ж/д вокзал – пос. Солнечный (закрыт 1 августа 2025 года, заменён на маршрут № 7м)
8. КДЦ «Маяковский» — ул. Гашека
8. пос. Юбилейный — ул. Гашека  (движение прекращено в конце 2015 г., позже закрыт. Был восстановлен летом 2017 г. по укороченной схеме, но снова закрыт)
9. ул. Гашека — пос. Солнечный (закрыт 1 мая 2008, заменён автобусом № 61)
10. ул. Лукашевича — Шинный завод
10. ул. Лукашевича — пос. Чкаловский (закрыт в 2005 году)
11. ул. Лукашевича — ул. Лукашевича (кольцевой, по часовой стрелке)
11. ул. Лукашевича — ул. Гашека (через мост им. 60 лет ВЛКСМ)
11. ЖД Вокзал — ул. Гашека (действовал с 2007 по 2014 год)
13. пос. Солнечный — ОНПЗ (закрыт в 2005, повторно введён как № 67 в 2007 году)
14. пос. Солнечный — Завод им. Попова  (закрыт при строительстве подземного перехода на ул. Лукашевича в 2007 году. Планировался к восстановлению в 2018 году Действует во время перебоев в движении маршрута № 16) 
16. пос. Солнечный — пос. Юбилейный (действовал в 90-х годах)

## Временно вводившиеся маршруты
Маршруты, существовавшие непродолжительное время:
5. ЖД Вокзал — ул. Гашека (в 2007 году повторно введён как № 11)
6. пос. Юбилейный — ЖД Вокзал (работал в 1998 году)
8. пос. Юбилейный — ДК им. Малунцева (2 машины. Действовал с июня 2017 г. по январь 2018 г. Закрыт по причине нерентабельности и низкого пассажиропотока)
16М. пос. Солнечный — з-д им. Попова (испытательно-демонстрационный маршрут через метромост им. 60-летия Победы, не оборудованный контактной сетью для троллейбуса, на котором работал троллейбус с увеличенным автономным ходом Тролза-5265.08 «Мегаполис»; маршрут проработал 10 дней в марте 2019 года)
17. ул. Лукашевича — ул. Лукашевича  (кольцевой, противоположный к маршруту № 11, работал в 1992 году)
18. пос. Солнечный — КДЦ «Маяковский» (через Ленинградский мост)

## Подвижной состав
Троллейбусное движение открывали троллейбусы МТБ-82Д. Их эксплуатация продолжалась до 1969 года. С 1965 года их стали заменять троллейбусами ЗиУ-5, которые проработали на улицах города до 1983 года. В свою очередь ЗиУ-5 были заменены ЗиУ-9, различные модификации которых поставлялись в Омск с 1974 по 2006 год.
С 1983 по 1990 год поставлялись троллейбусы ЗиУ-682В, которые проработали на улицах до 2018 года.
С 1991 по 1999 год поставлялись троллейбусы ЗиУ-682Г, проработавшие до 2021 года.
С 1985 по 1995 год эксплуатировались троллейбусные поезда из ЗиУ-682В, которые позже были расцеплены.
В 1995 году были поставлены 2 сочленённых троллейбуса ЗиУ-6205, проработавшие до 2015 года.
В 1996—1997 годах было приобретено 25 троллейбусов АКСМ-101. В настоящее время 15 из по программе капитально-восстановительного ремонта прошли модернизацию, в ходе которой установлено электрооборудование с ТрСУ от компании АРС-ТЕРМ и асинхронный тяговый электродвигатель, заменены детали кузова, установлены поворотно-лавирующие двери, обновлён пассажирский салон; все остальные машины утилизированы.
В 2005 и 2006 годах приобретались МТРЗ-5279 в кузове автобуса ЛиАЗ-5256 и ЗиУ-682Г-016.02 и .03. От классических ЗиУ-682Г они отличаются изменённым оформлением передней маски, установкой поворотно-лавирующих дверей, установкой части электрооборудования на крыше. В настоящее время большая часть МТРЗ списана, а ЗиУ-682Г-016 продолжают эксплуатироваться в полном составе.
В 2009 году приобретены 10 троллейбусов ЛиАЗ-52803 в кузовах автобусов ЛиАЗ-5293, а в 2014 году Тролза-5275.03ТА «Оптима».
В 2020—2021 по федеральной программе безопасные и качественные дороги было поставлено 62 троллейбуса ПКТС-6281 «Адмирал», которые стали эксплуатироваться на магистральных маршрутах № 3, 4, 15 и 67. В связи с этим значительная часть старых машин была выведена из эксплуатации и утилизирована. Были списаны и утилизированы все ЗиУ-682Г, выпущенные в 1993—1999 годах, единственный экземпляр ВЗТМ-5280. Так же выведена значительная часть МТРЗ-5279 выпуска 2005 года: из 21 машины работает 6 шт (по состоянию на июль 2021 года).
В 2022 году поставлены ещё 9 троллейбусов ПКТС-6281 Адмирал.
В 2023 году поставлены ещё 40 троллейбусов ПКТС-6281 Адмирал. 
В 2024 году прекращена эксплуатация троллейбусов МТРЗ-5279 и ЛиАЗ-52803.
В настоящее время в Омске эксплуатируются троллейбусы:
- ПКТС-6281.00 «Адмирал» — 111 шт, годы поставок 2020−2023;
- ЗиУ-682Г-016.02 −03 — 32 шт, годы поставок 2005−2006;
- Тролза-5275.03 «Оптима» — 10 шт, год поставки 2014;
- АКСМ-101 — 14 шт, годы поставок 1996—1997, все экземпляры прошли КВР;

С 23 марта 2011 года в Омске проходил опытную эксплуатацию троллейбус АКСМ-321, который позже был возвращён на завод, в настоящее время работает в Гомеле.
С 15 по 25 марта 2019 года в Омске проходил опытную эксплуатацию троллейбус с увеличенным автономным ходом Тролза-5265.08 «Мегаполис», для которого был организован опытно-демонстрационный маршрут, проходящий через мост имени 60-летия Победы, не оборудованный контактной сетью.